# Племена в Древна Гърция
Това е списък на племената, населявали днешна Гърция, островите около нея, крайбрежието и вътрешността на Западна Мала Азия и Южна Италия – Магна Греция.
В древността до античността тези земи били обитавани от три слоя (струи) население. Най-стари са древните жители на Крит, изградили минойската цивилизация. За произхода на това население се спори, но по-скоро се приема, че то подобно на баските е имало изолирано формиране, развитие и съответно произход. Минойците са имали писменост - т.нар. Линеар А.
Втората струя племена, залели древна Елада, са ахейците, или създателите на микенската цивилизация, чиято писменост (Линеар Б) е разчетена в средата на 20 век и се отнася към индоевропейския клон езици.
Третата струя население, заляло Елада в древността, са дорийците, които са считани от ахейците за варвари. След дорийското нашествие, в резултат от започналите социални процеси сред племената, постепенно се образува и цивилизацията на Древна Гърция, такава каквато е известна до днес.

## Древногръцките племена според Омир и през късната бронзова епоха
- ахейци – Южна Тесалия, Северен Пелопонес;
- носителите на Микенската цивилизация;
- курети
- минойци
- лапити
- минийци
- телебои
- филистимци
- лелеги
- пеласги

## Племена през желязната епоха
Елини
- еолийци – Тесалия, Беотия, Северозападна Мала Азия;
  - тесалийци;
    - фтиоти, жителите на Фтия;
    - магнезийци (населявали Магнезия);

  - беотийци (населявали Беотия);
    - тиванци, жителите на Тива;

- йонийци – Атина, Западномалоазийското крайбрежие и Егейските острови;
  - атиняни, жителите на Древна Атина;
  - евбеонийци, жителите на Евбея;
  - милетийци, жителите на Милет в Западна Мала Азия;

- дорийци – Северозападна Гърция, Лакония, Малоазийското и Средиземноморското крайбрежие;
  - спартанци, жителите на Древна Спарта;
  - македони, жителите на Древна Македония;
  - епироти, жителите на Древен Епир;
  - локрийци, жителите на Локрида;
  - критяни, жителите на Крит;
  - родосци, жителите на остров Родос;
  - етолийци;

- аркадо – кипърци;
  - аркадци;
  - киприоти;

## Спорниелини
- - Епир;
    - теспроти;
    - касопеи;
    - молоси;
      - додони, жителите на Додона, където се намира Додонския оракул;
      - артанои, жителите около Артския залив;

    - орестийци, жителите на Орастиада;
    - елмитои;
    - линцестаи;
    - пелагонийци, жителите на Пелагония;
    - тимфейци, жителите на Тимфея;
    - атаманци;
    - чами, жителите на Чамерия;
    - дасарети (дексари);
    - атинтани;

- - Аргос;
    - аргосци;
      - амфилохиси;

- - Древна Македония;
    - македони;

- - Скития;
    - хелони от митичния Хелон;

- - Памфилия;
    - памфилийци;